# Union nord-américaine
L’Union nord-américaine ou UNA (en anglais : North American Union; en espagnol : Unión Norteamericana) est une union continentale théorique composée du Canada, des États-Unis et du Mexique, sur le modèle de l'Union européenne, possédant une monnaie unique elle aussi théorique : l'améro.
Les représentants de ces trois pays ont déclaré qu'il n'y avait aucun projet de création d'une telle union, bien que l'idée ait été discutée dans les cercles académiques, en tant que « Union » ou que « Communauté nord-américaine », comme proposé par le Groupe de travail indépendant sur l'Amérique du Nord. Dans son livre intitulé La bataille des cartes, Michel Foucher présente une carte des blocs continentaux dans laquelle l'Amérique du Nord est désignée non pas par l'ALENA mais sous le nom d'Union nord-américaine.

## Dans la culture populaire

### Télévision
Une série canadienne en deux épisodes intitulée The Trojan Horse, la suite de H2O: The Last Prime Minister, a été diffusée sur CBC. L'histoire se déroule à la suite d'un référendum ayant pour but d'annexer le Canada aux États-Unis, créant ainsi une seule et unique puissance. Le camp du « Oui » l'emporte et le dernier premier ministre du Canada se présente finalement à la présidence des États-Unis.
La chaîne de télévision américaine Sci Fi Channel a diffusé la série FTL Newsfeed, qui se déroule dans le monde futuriste du 22e siècle. Cette série met en évidence de nombreuses combines de l'économie mondiale, dont une de celles-ci est l'Union nord-américaine. Le drapeau de cette union est une variante du drapeau des États-Unis, avec la feuille d'érable canadienne à la place des étoiles. Contrairement à la plupart des concepts modernes de ce genre d'union, cette version ne concerne que les États-Unis et le Canada, sans le Mexique. Son système de gouvernance est sensiblement le même que celui actuellement en place aux États-Unis, à l'exception du collège électoral américain.
Dans la série Continuum, une partie importante du récit prend place en 2077 et présente une union nord-américaine corporatiste.

### Jeux vidéo
L'histoire des jeux vidéo japonais Front Mission tourne autour des conflits futuristes entre des nations fictives, parmi lesquelles le Canada, le Mexique et les États-Unis sont représentés par une coalition nommée « États-Unis du Nouveau-continent » (en anglais : The United States of The New Continent, abrégé en USN).
Dans la saga Mass Effect qui se déroule dans les années 2180, on apprend que les États-Unis d'Amérique, le Canada et le Mexique se sont unis au sein des "États-Unis d'Amérique du Nord", évènement qui provoqua la Seconde Guerre de Sécession, dernier grand conflit qu'à vécu l'Humanité avant de rencontrer des civilisations extraterrestres.
Dans le jeu vidéo Frontlines: Fuel of War, le manuel révèle que le continent nord-américain s'est réuni sous l'égide de l'Union Libérale Nord-Américaine (North American Free Union en VO).